# Crash (1996)
Crash ist ein kanadisch-britischer Spielfilm von David Cronenberg aus dem Jahr 1996. Er basiert auf James Graham Ballards gleichnamigem Roman aus dem Jahr 1973. Der Film porträtiert eine Gruppe von symphorophil veranlagten Menschen, die sexuelles Vergnügen aus Autounfällen gewinnen, und löste in Großbritannien eine Kontroverse aus.

## Handlung
Der Filmproduzent James Ballard und seine Frau Catherine haben sich voneinander entfremdet. Ihre Verbindung hat sich auf eine indifferente Sexualität reduziert, und beide haben offene außereheliche Affären, von denen sie einander im Detail erzählen. Seine Schilderung eines unbefriedigenden Seitensprungs mit einer Kameraassistentin kommentiert sie tröstend mit den Worten, „vielleicht beim nächsten Mal“.
Eines Abends kommt Ballards Wagen wegen einer Unaufmerksamkeit von der Straße ab und kollidiert frontal mit einem anderen Auto. Der Beifahrer wird aus dem Wagen geschleudert und getötet; die im Wrack eingeklemmte Fahrerin entblößt beim Versuch, sich zu befreien, ihre linke Brust.
Während er sich im Krankenhaus erholt, erfährt Ballard, dass Helen Remington, die Fahrerin des anderen Wagens, ebenfalls dort untergebracht ist. Er wird von einem Mann namens Vaughan angesprochen, der interessiert den Fixateur externe fotografiert, der Ballards zerschmettertes Bein zusammenhält.
Nach ihrer Entlassung beginnen Ballard und Remington eine Affäre, die von dem geteilten Erlebnis ihres Unfalls angetrieben wird. Sie besuchen ein von Vaughan organisiertes Happening, in dem der tödliche Unfall von James Dean nachgestellt wird, mitsamt originalgetreuen Wagen. Beamte der Verkehrsbehörde lösen das Treffen auf, und Ballard und Remington schließen sich Vaughan und seinem Begleiter Seagrave an.
Ballard und Remington lernen die kleine Gruppe von Unfall-Fetischisten kennen, die Vaughan um sich geschart hat. Für Vaughan kommt ein Autounfall eher einem befruchtenden als einem zerstörenden Ereignis gleich, in dem die befreite sexuelle Energie der Beteiligten eine Verbindung mit der Sexualität derjenigen herstellt, die durch Autounfälle zu Tode kamen. Er und seine Gefolgsleute schauen sich Crashtest-Videos an, fotografieren Plätze, an denen sich Verkehrsunfälle ereignet haben und planen die Nachstellung des Unfalls, in dem Jayne Mansfield umkam. Ballard fährt mit Vaughans Lincoln Convertible durch die Stadt, während Vaughan im Heck des Wagens Sex mit einer Straßenprostituierten und später auch mit Catherine hat. Ballard hat seinerseits eine Affäre mit einem Mitglied der Gruppe, Gabrielle, deren Beine in Stahlschienen stecken und die eine vulvaähnliche Narbe auf der Rückseite eines ihrer Schenkel hat. Zudem hat Ballard Sex mit Vaughan.
Gegen Ende des Films verunglückt Vaughan. Ballard übernimmt den Wagen und die Rolle Vaughans und verursacht einen weiteren Unfall, indem er, wie zuvor Vaughan, Catherine in ihrem Auto (Mazda MX 5) bedrängt. Ihr Wagen kommt von der Straße ab und überschlägt sich, aber Catherine überlebt. Sie und Ballard haben Sex neben dem Autowrack, während er sie mit den Worten tröstet, „vielleicht beim nächsten Mal, vielleicht beim nächsten Mal“.

## Hintergrund

### Buch und Film
Cronenberg hielt sich in seiner Umsetzung eng an Ballards Romanvorlage, von den identischen Namen von Buchautor und Hauptfigur bis hin zur Übernahme ganzer Dialoge im Wortlaut. Jedoch entfernte er alle Verweise auf Vaughans Obsession, bei einem Frontalzusammenstoß mit Elizabeth Taylors Wagen ums Leben zu kommen. Im Buch misslingt der Versuch, und Vaughans Wagen stürzt auf das Dach eines Touristenbusses. Nur dieses letzte Detail wurde im Film beibehalten. Hinzugefügt wurde von Cronenberg wiederum eine Szene, in der sich Vaughan den Abdruck eines Lenkrades auf die Brust tätowieren lässt, die so im Buch nicht vorkommt.

### Produktion und Filmstart
Als ausführender Produzent fungierte bei Crash u. a. Jeremy Thomas, der bereits Cronenbergs William-S.-Burroughs-Verfilmung Naked Lunch produziert hatte.
Crash feierte seine Uraufführung im Rahmen der Internationalen Filmfestspiele von Cannes 1996. Der Film startete am 4. Oktober 1996 in den kanadischen, am 31. Oktober 1996 in den deutschen und am 9. November desselben Jahres in den britischen Kinos.

### Kontroverse
Crash wurde wegen seiner Darstellungen von Gewalt und sexuellen Handlungen kontrovers diskutiert. Ein Verriss des angesehenen Kritikers Alexander Walker im Londoner Evening Standard sah ihn als „Film jenseits der Grenzen der Verkommenheit“ und löste eine Pressekampagne aus. So forderte vor allem das Boulevardblatt Daily Mail wiederholt ein Verbot und bezeichnete Crash als „verdorben“, „krank“ und „übelkeiterregend“. Dagegen lobte Martin Amis im Independent on Sunday trotz einiger Einwände den „intelligenten und ungewöhnlichen Kunstfilm“.
Obwohl die britische Zensurbehörde BBFC den Film ab 18 Jahren freigab, wurde er von der Bezirksverwaltung von Westminster verboten, so dass der Film in westlichen Stadtteilen Londons nicht gezeigt werden durfte. In den USA wurde der Film von der Motion Picture Association of America in einer ungekürzten („NC-17“) und einer gekürzten Version („R“) freigegeben. Die Kontroverse ist mittlerweile verebbt, der Film ist in den meisten Ländern ungekürzt auf DVD erhältlich.

## Kritiken
Roger Ebert nannte den Film in der Chicago Sun-Times „seltsam und aufschlussreich“ und „anspruchsvoll, mutig und originell“.
Obgleich Martin Amis, entgegen dem in Großbritannien vorherrschenden Tenor, Crash verteidigte, hielt er die Romanvorlage für zeitloser als die Verfilmung: „1973 konnte ein Automobil noch als etwas Erotisches betrachtet werden, das Freiheit und Stärke heraufbeschwor. 1996 sind die Assoziationen weitaus banaler: Fahrgemeinschaften, bleifreies Benzin und Asthma. […] auch die Automobilkultur ist zum Ende des Jahrtausends hin langweilig geworden.“
Das Lexikon des internationalen Films urteilte: „Ein Exkurs über die morbide Pervertierung des Lustbegriffs durch die ad absurdum geführten Werte des Konsumzwangs, distanziert inszeniert als sinnentleertes Ritual. Ein radikaler Autorenfilm, der sich der Fetischisierung versagt, aber die psychologischen Ursachen des Verhaltens seiner Figuren auch nicht tiefergehend erkundet.“
Georg Seeßlen besprach in epd Film Crash als einen „eher schwächeren Cronenberg“, aber immer noch „weit überdurchschnittlichen Film“. 
Thomas Willmann auf artechock: „Cronenberg hat einen Film geschaffen, der zugleich Kälte ausstrahlt und dennoch sehr sinnlich ist – so wie die dargestellte Auto-Erotik. Er läßt […] vieles begreifen, ohne daß man es rational in Worte fassen könnte, und er ist stimmig, ohne geschlossen zu sein.“
Cinema bezeichnete den Film als „Erotik-Groteske“ und „genialen Crashkurs in Sachen Perversität“.

## Auszeichnungen
1996 erhielt Crash bei den Internationalen Filmfestspielen von Cannes den Spezialpreis der Jury. Im selben Jahr gewann der Film den Genie Award der „Academy of Canadian Cinema & Television“ in sechs von acht nominierten Kategorien, darunter für David Cronenberg als Regisseur und Drehbuchautor.
1998 gewann der Film den „AVN Award“ bei den „Adult Video News Awards“, zudem wurde er für den „Motion Picture Sound Editors Award“ nominiert.
Bei Umfragen zu den besten Filmen der 1990er Jahre wurde Crash u. a. von Martin Scorsese und den Cahiers du cinéma unter den ersten zehn genannt.